# قائمة إصدارات الطوابع في أوكرانيا لسنة 2005
هذه قائمة الطوابع البريدية التي أصدرها البريد الأوكراني للتداول في عام 2005.
في الفترة من 14 يناير إلى 20 ديسمبر 2005، أصدر 70 طابعًا بريديًا، بما في ذلك 64 طابعًا بريديًا تذكاريًا وستة طوابع قياسية، غطت الطوابع التذكارية ذكرى التواريخ المهمة والأحداث وذكرى الشخصيات الثقافية البارزة وغيرها،، وقد كانت بالفئات التالية:
- 0.45 هريفنا
- 0.61 هريفنا
- 0.70 هريفنا
- 0.75 هريفنا
- 0.80 هريفنا
- 1.00 هريفنا
- 2.50 هريفنا
- 2.61 هريفنا
- 3.50 هريفنا
- 3.52 هريفنا

أما طوابع قياسية فكانت ثلاثة من الإصدار الخامس مع مؤشر الحروف «Р», «L», «N» بدلاً من القيمة الاسمية، وثلاثة طوابع قياسية من الإصدار السادس بقيمة اسمية تتراوح بين 0.25 إلى 1.00 هريفنيا. كما أعيد خلال العام طباعة طوابع بريدية قياسية إضافية بكميات كبيرة من السلسلة الخامسة (2001-2006) - بفهرس حرفي بدلاً من القيمة الاسمية - والسلسلة السادسة (2002-2006) - بقيمة اسمية تتراوح من 0.05 إلى 1.00 هريفنا.
هذه الطوابع التي كانت ضمن الإصدار القياسي الخامس كانت ضمن إصدارات طوابع بريدية أوكرانية حملت قيمًا على شكل حروف من الأبجدية الأوكرانية، كان هذا يشير إلى نظام مؤقت للقيمة بسبب التضخم المفرط الذي كانت تعاني منه البلاد منذ أوائل التسعينيات بعد انهيار الاتحاد السوفيتي. فعوضا عن الأرقام التي تحدد قيمة الطابع برقم معين (مثل 10 أو 50 كوبيك)، فقد استعملت حروف أوكرانية، وهذا بسبب أن القيم متغيرة وأن هذه الحروف لم تكن تمثل قيمة ثابتة بالمعنى التقليدي. بدلاً من ذلك، كانت تمثل فئة سعرية أو تعرفة بريدية محددة في ذلك الوقت.
وهكذا فقد كان يصدر تعديل دوري نظرًا للتضخم السريع، وقد كانت قيمة هذه الفئات السعرية التي تمثلها الحروف تتغير دوريا (أسبوعيًا في بعض الأحيان) لمواكبة تقلبات سعر الصرف مقابل الدولار الأمريكي وتكاليف البريد المتزايدة. كذلك كان استخدام الحروف أسهل وأسرع من إعادة طباعة طوابع جديدة بأرقام مختلفة كل فترة قصيرة، وكان يعلن عن قيمة كل حرف بالعملة المحلية (الكاربوفانيتس الأوكراني ثم الهريفنيا الأوكرانية) دوريا. مثلا قد يمثل الطابع الذي يحمل الحرف "А" قيمة معينة للرسائل المحلية العادية، بينما يمثل الطابع الذي يحمل الحرف "Б" قيمة أعلى للرسائل المسجلة أو المرسلة إلى وجهات أبعد.
استخدام هذا النظام بين عامي 1994 و1996 حتى استقر الوضع الاقتصادي وأدخلت العملة الوطنية الجديدة، (الهريفنيا الأوكرانية) (₴)، في عام 1996. بعد ذلك، بدأت الطوابع تحمل قيمًا رقمية ثابتة بالهريفنيا والكوبيك (الوحدة الأصغر للهريفنيا).
لذلك، فإن الحروف الأوكرانية على طوابع لم تكن مجرد رموز عشوائية، بل كانت نظامًا عمليًا مؤقتًا لتحديد قيمة الطوابع في ظل الظروف الاقتصادية الصعبة التي مرت بها أوكرانيا في تلك الفترة.
طُبعت كل الطوابع في مؤسسة "دار الطباعة الأوكراني" المملوكة للدولة.

## قائمة الطوابع التذكارية
| التسلسل في الكتالوج                                                                       | الصورة                                                      | الوصف والمصادر | القيمة                          | تاريخ طرحها للتداول | كمية الإصدار   | المصمم                           |
| ----------------------------------------------------------------------------------------- | ----------------------------------------------------------- | --- | ------------------------------- | ------------------- | -------------- | -------------------------------- |
| رقم 635 (Mi #695)                                                                         |                                                             | ورقة طوابع صغيرة رقم 13: «ميدان الاستقلال (كييف). نوفمبر - ديسمبر 2004 » أصدر هذا الطابع بمناسبة تنصيب رئيس أوكرانيا فيكتور يوشتشينكو يوم الأحد 23 يناير/كانون الثاني 2005. والطابع هو إحدى الصور التي التقطها مراسل وكالة "يونيان" الخاص، فيكتور بوبيدينسكي، خلال "الثورة البرتقالية". أصدر الطابع البريدي بتوزيع 500 ألف نسخة. بيعت جميع النسخ خلال يومين. وقد قدم إلى إدارة رئيس أوكرانيا فيكتور يوشتشينكو لأغراض العرض، وعلى وجه الخصوص، لعرضه على الرؤساء ورجال الدولة خلال الزيارات الأولى للرئيس الأوكراني الجديد. أصدر من هذا الطابع في البداية 500024 نسخة وحمل رقم 635 في دليل الطوابع؛ لاحقا أصدرت النسخ التالية: - 999999 نسخة وحملت الرقم (635II T)؛ - 71432 طابع بريدي صغير رقم 635 - 142857 طابع بريدي صغير رقم (635II T) | 0,45 هريفنا                     | 23 يناير 2005 م     | طالع الملاحظات | صورة: فيكتور بوبيدينسكي (УНІАН)  |
| رقم 636 (Mi #696)                                                                         |                                                             | «بافلو فيرسكي (1905—1975)» | 0,45 هريفنا                     | 4 فبراير 2005 م     | 200٬000        | فاسيل فاسيلينكو                  |
| رقم 637 (Mi #697) رقم 638 (Mi #698) رقم 639 (Mi #699) رقم 640 (Mi #700) رقم 641 (Mi #701) |                                                             | ورقة طوابع تذكارية رقم 48: «الفراشات» - عثة الصقر ذات رأس الموت (Acherontia atropos (L.)) - العثة ذات الجناح السفلي القرمزي الداكن (Catocala sponsa (L.)) - العثة المترددة (Staurophora celsia (L.)) - عثة الصقر البلوطية (Marumba quercus (Den. & Schiff.)) - عثة الليل (Saturnia pyri (Den. & Schiff.)) | 0,45 0,75 0,80 2,61 3,52 هريفنا | 11 فبراير 2005 م    | 90٬000         | كوزنيتسوف غينادي يوخيموفيتش      |
| رقم 642 (Mi #702)                                                                         |                                                             | «مقاطعة فينيتسا» | 0,45 هريفنا                     | 23 فبراير 2005 م    | 200٬000        | كالميكوف أوليكساندر فيدوروفيتش   |
| رقم 646 (Mi #703) رقم 647 (Mi #704)                                                       |                                                             | طابعان متجاوران مع ملصقة: «معرض إيفازوفسكي الوطني للفنون» - إيفان إيفازوفسكي لوحة «بحر، كوكتيبيل. 1853» - إيفان إيفازوفسكي لوحة «أبراج على الصخرة بالقرب من مضيق البوسفور. 1859» - لوحة «بحر، كوكتيبيل. 1853» - لوحة «أبراج على الصخرة بالقرب من مضيق البوسفور. 1859» | 0,45 هريفنا                     | 4 مارس 2005 م       | 200٬000        | كالميكوف أوليكساندر فيدوروفيتش   |
| رقم 648 (Mi #705)                                                                         |                                                             | «ياكوتوفيتش جورجي فياتشيسلافوفيتش (1930—2000) „Вівчар“» | 3,52 هريفنا                     | 26 مارس 2005 م      | 200٬000        | ياكوتوفيتش جورجي فياتشيسلافوفيتش |
| رقم 649 (Mi #706)                                                                         |                                                             | سلسلة «أوكرانيا - دولة فضائية»: - «الصاروخ دنيبر» | 0,45 هريفنا                     | 12 أبريل 2005 م     | 200٬000        | فاسيل فاسيلينكو                  |
| رقم 650 (Mi #707)                                                                         |                                                             | سلسلة «أوكرانيا - دولة فضائية»: - «القمر الصناعي الأرضي „كوسموس 1“» | 0,45 هريفنا                     | 12 أبريل 2005 م     | 200٬000        | فاسيل فاسيلينكو                  |
| رقم 651 (Mi #708)                                                                         |                                                             | سلسلة «أوكرانيا - دولة فضائية»: - «الصاروخ „زينيت-2“» | 0,45 هريفنا                     | 12 أبريل 2005 م     | 200٬000        | فاسيل فاسيلينكو                  |
| رقم 652 (Mi #709)                                                                         |                                                             | سلسلة «أوكرانيا - دولة فضائية»: - «الصاروخ „تسيكلون-3“» | 0,45 هريفنا                     | 12 أبريل 2005 م     | 200٬000        | فاسيل فاسيلينكو                  |
| رقم 656 (Mi #710)                                                                         |                                                             | ملصقة مع ورقة طوابع صغيرة رقم 14: «الذكرى الستين للنصر في معارك الجبهة الشرقية في الحرب العالمية الثانية» (الحرب الوطنية العظمى) | 0,45 هريفنا                     | 22 أبريل 2005 م     | 280٬000        | فاسيل فاسيلينكو                  |
| رقم 655 (Mi #711)                                                                         | [[ملف:ورقة طوابع تذكارية Украины 60 лет Победы.jpg\|150بك]] | ورقة طوابع تذكارية رقم 49: «الذكرى الستين للنصر في معارك الجبهة الشرقية في الحرب العالمية الثانية (الحرب الوطنية العظمى). 1945—2005» | 0,80 هريفنا                     | 7 مايو 2005 م       | 60٬000         | فاسيل فاسيلينكو                  |
| رقم 657 (Mi #712)                                                                         |                                                             | «المعرض الوطني التاسع للطوابع البريدية. كييف» | 0,45 هريفنا                     | 17 مايو 2005 م      | 280٬000        | فاسيل فاسيلينكو                  |
| رقم 660 (Mi #713)                                                                         |                                                             | سلسلة «كييف من خلال عيون الفنانين»: - «شارع جديد. 1966. سيرهي فيدوروفيتش شيشكو» | 0,45 هريفنا                     | 18 مايو 2005 م      | 200٬000        | أوكسانا تيرنافسكا                |
| رقم 661 (Mi #714)                                                                         |                                                             | سلسلة «كييف من خلال عيون الفنانين»: - «حديقة في الشتاء. 1960. سيرهي فيدوروفيتش شيشكو» | 0,70 هريفنا                     | 18 مايو 2005 م      | 200٬000        | أوكسانا تيرنافسكا                |
| رقم 662 (Mi #715)                                                                         |                                                             | سلسلة «كييف من خلال عيون الفنانين»: - «كاتدرائية القديسة صوفيا. 1965. يوري خيميتش» | 0,80 هريفنا                     | 18 مايو 2005 م      | 200٬000        | أوكسانا تيرنافسكا                |
| رقم 663 (Mi #716)                                                                         |                                                             | سلسلة «كييف من خلال عيون الفنانين»: - «خريشاتك. 1967. يوري خيميتش» | 1,00 гривня                     | 18 مايو 2005 م      | 200٬000        | أوكسانا تيرنافسكا                |
| رقم 653 (Mi #717)                                                                         |                                                             | «مسابقة الأغنية الأوروبية 2005» | 2,50 هريفنا                     | 19 مايو 2005 م      | 200٬000        | م. إلك إ. لازوركين إ. تولماشوف   |
| رقم 654 (Mi #718)                                                                         |                                                             | ورقة طوابع صغيرة رقم 15: «روسلانا» | 0,45 هريفنا                     | 19 مايو 2005 م      | 231٬000        | فاسيل فاسيلينكو                  |
| رقم 658 (Mi #719) رقم 659 (Mi #720)                                                       |                                                             | ورقة طوابع تذكارية رقم 50: «طابع بريد أوروبا» طوابع متجاورة «أوروبا 2005. الطبخ» - برش - خضار | 2,61 3,52 هريفنا                | 20 مايو 2005 م      | 30٬000 200٬000 | سفيتلانا بوندار                  |
| رقم 666 (Mi #721)                                                                         |                                                             | «الكتابة والثقافة السلافية» | 0,45 هريفنا                     | 21 مايو 2005 م      | 200٬000        | فاسيل فاسيلينكو                  |
| رقم 643 (Mi #722)                                                                         |                                                             | «سيفاستوبول» | 0,45 هريفنا                     | 11 يونيو 2005 م     | 150٬000        | كالميكوف أوليكساندر فيدوروفيتش   |
| رقم 667 (Mi #723)                                                                         |                                                             | «فولوديمير فينيتشينكو (1880—1951)» | 0,45 هريفنا                     | 15 يوليو 2005 م     | 150٬000        | فاسيل فاسيلينكو                  |
| رقم 644 (Mi #724)                                                                         |                                                             | «مقاطعة إيفانو فرانكيفسك» | 0,70 هريفنا                     | 16 يوليو 2005 م     | 200٬000        | كالميكوف أوليكساندر فيدوروفيتش   |
| رقم 668 (Mi #725) رقم 669 (Mi #726) رقم 670 (Mi #727) رقم 671 (Mi #728)                   |                                                             | ورقة طوابع تذكارية رقم 51 «محمية قرداغ الطبيعية» - صقر الغزال (Falco cherrug Gray) - أبو مقص الأصفر (Ascalaphus macaronius (Scop.)) - دلفين البحر الأسود قاروري الأنف Tursiops truncatus ponticus Barabasch-Nikiforov - دلق (Martes foina Erxleb) | 0,45 0,70 2,50 3,50 هريفنا      | 28 يوليو 2005 م     | 90٬000         | كوزنيتسوف غينادي يوخيموفيتش      |
| رقم 672 (Mi #729)                                                                         |                                                             | «القمة العالمية حول مجتمع المعلومات في تونس» وقد أصدرت عشرات الدول طوابع بريدية تحتفي بالمناسبة ذاته. | 2,50 هريفنا                     | 12 أغسطس 2005 م     | 200٬000        | فاسيل فاسيلينكو                  |
| رقم 673 (Mi #732)                                                                         |                                                             | سلسلة «صناعة القطارات في أوكرانيا»: «قاطرة بخارية فئة أو» | 0,70 هريفنا                     | 31 أغسطس 2005 م     | 200٬000        | فاليري رودينكو                   |
| رقم 674 (Mi #733)                                                                         |                                                             | سلسلة «صناعة القطارات في أوكرانيا»: «قاطرة بخارية فئة س» | 0,70 هريفنا                     | 31 أغسطس 2005 م     | 200٬000        | فاليري رودينكو                   |
| رقم 675 (Mi #734)                                                                         |                                                             | سلسلة «صناعة القطارات في أوكرانيا»: «قاطرة بخارية فئة ش» | 0,70 هريفنا                     | 31 أغسطس 2005 م     | 200٬000        | فاليري رودينكو                   |
| رقم 676 (Mi #735)                                                                         |                                                             | سلسلة «صناعة القطارات في أوكرانيا»: «قاطرة بخارية فئة إيه» | 0,70 هريفنا                     | 31 أغسطس 2005 م     | 200٬000        | فاليري رودينكو                   |
| رقم 677 (Mi #736)                                                                         |                                                             | «350 سنة على تأسيس مدينة سومي» | 0,45 هريفنا                     | 2 سبتمبر 2005 م     | 150٬000        | فاسيل فاسيلينكو                  |
| رقم 645 (Mi #739)                                                                         |                                                             | «مقاطعة زيتومير» | 0,70 هريفنا                     | 10 سبتمبر 2005 م    | 200٬000        | كالميكوف أوليكساندر فيدوروفيتش   |
| رقم 680 (Mi #740) رقم 681 (Mi #741) رقم 682 (Mi #742) رقم 683 (Mi #743)                   |                                                             | ورقة طوابع صغيرة: «خيول أوكرانيا» - سلالة حصان نوفوألكساندرياني - سلالة أورلوف تروتر - سلالة حصان ركوب أوكراني - سلالة خيول ثوروبريد | 0,70 هريفنا                     | 15 سبتمبر 2005 م    | 180٬000        | فاسيل فاسيلينكو                  |
| رقم 684 (Mi #744) رقم 685 (Mi #745) رقم 686 (Mi #746)                                     |                                                             | طوابع متجاورة «قدم يد المساعدة» - لا للمخدرات! - السلامة - الضوء الأخضر! - لا يوجد أطفال آخرون.! | 0,70 هريفنا                     | 14 أكتوبر 2005 م    | 160٬000        | ناتاليا غوزا                     |
| رقم 687 (Mi #747) رقم 688 (Mi #748) رقم 689 (Mi #749) رقم 690 (Mi #750)                   |                                                             | طوابع متجاورة «تاريخ الجيش في أوكرانيا» - الفويفود بوبروك فولينيتس. في معركة كوليكوفو في حقل كوليكوفو، 1380 - المدفعيون والرماة (ستريليتسي)، من القرن الحادي عشر إلى القرن الخامس عشر. - الفارس إيفانكو سوشيك. غرونوالد، 1410 - النياز قسطنطين من أوستروه. أورشا، 1512 | 0,70 هريفنا                     | 22 أكتوبر 2005 م    | 110٬000        | لوغفين يوري غريغوروفيتش          |
| رقم 692 (Mi #751)                                                                         |                                                             | «دميترو يافورنيتسكي (1855—1940)» | 0,70 هريفنا                     | 7 نوفمبر 2005 م     | 330٬000        | فاسيل فاسيلينكو                  |
| رقم 693 (Mi #752)                                                                         |                                                             | «عيد ميلاد مجيد!» | 0,70 هريفنا                     | 11 نوفمبر 2005 م    | 220٬000        | تاتيانا نيستيروفا                |
| رقم 694 (Mi #753)                                                                         |                                                             | «سنة جديدة سعيدة!» | 0,70 هريفنا                     | 11 نوفمبر 2005 م    | 270٬000        | تاتيانا نيستيروفا                |
| رقم 696 (Mi #756)                                                                         |                                                             | «كنيسة القديسة بربارة في فيينا» | 0,75 هريفنا                     | 9 ديسمبر 2005 م     | 150٬000        | ماريا هايكو                      |
| رقم 697 (Mi #757) رقم 698 (Mi #758)                                                       |                                                             | طوابع متجاورة «متحف أندريه شيبتسكي الوطني في لفيف» - رئيس الملائكة ميخائيل. النصف الأول من القرن الرابع عشر. - تيوفيل كوبيستينسكي «فتاة من دلماسية». 1872 م. | 0,70 هريفنا                     | 13 ديسمبر 2005 م    | 300٬000        | سفيتلانا بوندار                  |
| ورقة طوابع تذكارية رقم 52 (رقم 700 رقم 701 رقم 702 رقم 703 رقم 704 رقم 705)               |                                                             | ورقة طوابع تذكارية: «الملابس الشعبية الأوكرانية» | 0,70 هريفنا                     | 20 ديسمبر 2005 م    | 80٬000         | ميكولا سافوفيتش كوتشوبي          |
| رقم 700 (Mi #760) رقم 701 (Mi #761)                                                       |                                                             | طوابع متجاورة «الملابس الشعبية الأوكرانية: مقاطعة زيتومير» - عيد ميلانك وفاسيل - القديس زوسيما | 0,70 هريفنا                     | 20 ديسمبر 2005 م    | 120٬000        | ميكولا سافوفيتش كوتشوبي          |
| رقم 702 (Mi #762) رقم 703 (Mi #763)                                                       |                                                             | طوابع متجاورة «الملابس الشعبية الأوكرانية: مقاطعة ريفنا» - عيد القديس جاورجيوس (القديس يوري) - يوم القديس بطرس | 0,70 هريفنا                     | 20 ديسمبر 2005 م    | 120٬000        | ميكولا سافوفيتش كوتشوبي          |
| رقم 704 (Mi #764) رقم 705 (Mi #765)                                                       |                                                             | طوابع متجاورة «الملابس الشعبية الأوكرانية: فولينيا» - عيد البشارة - يوم القديس نيكولاس | 0,70 هريفنا                     | 20 ديسمبر 2005 م    | 120٬000        | ميكولا سافوفيتش كوتشوبي          |

## إصدارات الطوابع القياسية (الدائمة)

### الإصدار الرابع (1995—2006)
أصدر الطابع التالي من ضمن الإصدار الرابع للطوابع القياسية:
| التسلسل في الكتالوج | الصورة | الوصف والمصادر                                                                           | القيمة | تاريخ طرحها للتداول | كيمة الإصدار | المصمم                   |
| ------------------- | ------ | ---------------------------------------------------------------------------------------- | ------ | ------------------- | ------------ | ------------------------ |
| رقم 96              |        | النقل الحضري: الحافلة سطحية التمديد الكهربائي من طراز يومز ت1 وفي الخلفية فندق أوكرانيا. | І      | 2005 م              | كمية كبيرة   | فاسيل إيفانوفيتش دفورنيك |

### الإصدار الخامس (2001—2006)
أصدرت الطوابع التالية من ضمن الإصدار الخامس للطوابع القياسية:
| التسلسل في الكتالوج | الصورة | الوصف والمصادر                | القيمة    | تاريخ طرحها للتداول | كيمة الإصدار | المصمم                         |
| ------------------- | ------ | ----------------------------- | --------- | ------------------- | ------------ | ------------------------------ |
| رقم 691             |        | «شعار أوكرانيا الوطني الصغير» | Р (10,10) | 28 أكتوبر 2005 م    | كمية كبيرة   | كالميكوف أوليكساندر فيدوروفيتش |
| رقم 695             |        | «الورد»                       | L (2,55)  | 25 نوفمبر 2005 م    | كمية كبيرة   | كالميكوف أوليكساندر فيدوروفيتش |
| رقم 699             |        | «بنفسج ثلاثي الألوان»         | N (1,53)  | 16 ديسمبر 2005 م    | كمية كبيرة   | كالميكوف أوليكساندر فيدوروفيتش |

### الإصدار السادس (2002—2006)
أصدرت الطوابع التالية من ضمن الإصدار السادس للطوابع القياسية:
| التسلسل في الكتالوج | الصورة | الوصف والمصادر | القيمة      | تاريخ طرحها للتداول | كيمة الإصدار | المصمم                         |
| ------------------- | ------ | -------------- | ----------- | ------------------- | ------------ | ------------------------------ |
| رقم 429             |        | «عناقية»       | 0,05 هريفنا | 2005 م              | كمية كبيرة   | كالميكوف أوليكساندر فيدوروفيتش |
| رقم 437             |        | «خبازة»        | 0,10 هريفنا | 2005 م              | كمية كبيرة   | كالميكوف أوليكساندر فيدوروفيتش |
| رقم 442             |        | «مخملية»       | 0,30 هريفنا | 2005 م              | كمية كبيرة   | كالميكوف أوليكساندر فيدوروفيتش |
| رقم 470             |        | «قنطريون»      | 0,45 هريفنا |                     | كمية كبيرة   | كالميكوف أوليكساندر فيدوروفيتش |
| رقم 527             |        | «بازلاء عطرية» | 0,65 هريفنا | 2005 م              | كمية كبيرة   | كالميكوف أوليكساندر فيدوروفيتش |
| رقم 375             |        | «رباطية»       | Ж (2,61)    | 2005 م              | كمية كبيرة   | كالميكوف أوليكساندر فيدوروفيتش |
| رقم 376             |        | «قمح»          | Є (3,52)    | 2005 م              | كمية كبيرة   | كالميكوف أوليكساندر فيدوروفيتش |
| رقم 634             |        | «خشخاش»        | 1,00 هريفنا | 14 يناير 2005 م     | كمية كبيرة   | كالميكوف أوليكساندر فيدوروفيتش |
| رقم 678             |        | «قرة»          | 0,25 هريفنا | 8 سبتمبر 2005 م     | كمية كبيرة   | كالميكوف أوليكساندر فيدوروفيتش |
| رقم 679             |        | «نيلوفر أبيض»  | 0,70 هريفنا | 12 سبتمبر 2005 م    | كمية كبيرة   | كالميكوف أوليكساندر فيدوروفيتش |

## التعليقات
1. ↑  أعيد تصميم الطابع البريدي رقم 378 ("رمح ثلاثي الشعب ضد السماء")، الذي طرحه البريد الأوكراني للتداول في 1 أبريل 2001: حيث يصور الطابع البريدي رقم 691 شعار أوكرانيا الوطني الصغير.

## روابط خارجية
- "Каталог марок України: 2004". КМД УДППЗ «Укрпошта». مؤرشف من الأصل في 16 березня 2018. اطلع عليه بتاريخ 2018-04-10. {{استشهاد ويب}}: تحقق من التاريخ في: |تاريخ أرشيف= (مساعدة)
- "Ukraine: 2004". Former Soviet Union New Issues (بالإنجليزية). Nestor Publishers. Archived from the original on 16 березня 2018. Retrieved 2018-04-10. {{استشهاد ويب}}: تحقق من التاريخ في: |تاريخ أرشيف= (help).
- Каталог продукції Укрпошти نسخة محفوظة 12 травня 2015 على موقع واي باك مشين.
- Nestor Publishers | Ukraine : 2004 نسخة محفوظة 16 березня 2018 at Archive.is (بالإنجليزية)
- Поштовий міні-маркет